# Cirriphyllum romanum
Cirriphyllum romanum är en bladmossart som beskrevs av Brotherus 1909. Cirriphyllum romanum ingår i släktet hårgräsmossor, och familjen Brachytheciaceae. Inga underarter finns listade i Catalogue of Life.